# Veľké Uherce
Veľké Uherce és un poble i municipi d'Eslovàquia que es troba a la regió de Trenčín.

## Història
La primera menció escrita de la vila es remunta al 1274.

## Demografia
| Godina             | 1994 | 2004   | 2014   | 2024   |
| ------------------ | ---- | ------ | ------ | ------ |
| Nombre de persones | 1897 | 1983   | 2025   | 1980   |
| Diferència         |      | +4,53% | +2,11% | −2,22% |

| Godina             | 2023 | 2024   |
| ------------------ | ---- | ------ |
| Nombre de persones | 1998 | 1980   |
| Diferència         |      | −0,90% |